# 1928年サンモリッツオリンピックのイギリス選手団
1928年サンモリッツオリンピックのイギリス選手団（1928ねんサンモリッツオリンピックのイギリスせんしゅだん）は、1928年2月11日から2月19日までスイスのサンモリッツで開催された1928年サンモリッツオリンピックのイギリス選手団、およびその競技結果。

## 概要
今大会は金メダルと銀メダルはなく、銅メダル1個を獲得した。
今大会から初めて実施されたスケルトン男子ではデービッド・アールが銅メダルを獲得した。

## メダル
| メダル | 選手名             | 競技       | 種目 |
| ------ | ------------------ | ---------- | ---- |
| 銅     | デービッド・アール | スケルトン | 男子 |